# 미메시스
미메시스(영어:  mimesis, /mɪˈmiːsɪs, maɪ-/ 고대 그리스어: μίμησις, mīmēsis)는 문학평론 및 철학에서 사용되는 용어로, 모방, 모방, 유사성, 수용성, 재현, 의태, 표현 행위, 유사함, 그리고 자기표현 등 넓은 의미를 지닌다.
원래 고대 그리스어 용어인 미메시스(mīmēsis, 고대 그리스어: μίμησις)는 미메이스다이(mīmeisthai, 고대 그리스어: μιμεῖσθαι, '모방하다')에서 유래했으며, 이는 미모스(μῖμος, '모방자, 배우')에서 왔다. 고대 그리스에서 미메시스는 예술 작품 창작을 지배하는 개념이었는데, 특히 아름다움, 진리, 선의 모델로 이해되는 물리적 세계와의 일치에 중점을 두었다. 플라톤은 미메시스 또는 모방을 디제시스 또는 이야기와 대조했다. 플라톤 이후, 미메시스의 의미는 고대 그리스 사회에서 특정한 문학적 기능으로 점차 변화했다.
미메시스(문학에서 사실주의의 한 형태로 이해됨)에 대한 가장 잘 알려진 현대 연구 중 하나는 에리히 아우어바흐의 Mimesis: The Representation of Reality in Western Literature로, 호메로스의 오디세이아에서 세계가 묘사되는 방식과 성경에서 나타나는 방식을 비교하며 시작된다.
플라톤과 아우어바흐 외에도, 미메시스는 아리스토텔레스, 필립 시드니, 장 보드리야르 (그의 시뮬라시옹 개념을 통해), 질 들뢰즈 (그의 의미의 논리에서 온 "감각의 사건" 개념을 통해), 새뮤얼 테일러 콜리지, 애덤 스미스, 가브리엘 타르드, 지그문트 프로이트, 발터 벤야민, 테오도어 아도르노, 폴 리쾨르, 기 드보르 (그의 개념적 논쟁적 논문인 구경꾼의 사회를 통해), 뤼스 이리가레, 자크 데리다, 르네 지라르, 니콜라스 콤프리디스, 필립 라쿠에-라바르트, 마이클 타우시그, 멀린 도널드, 호미 바바, 로베르토 칼라소 및 니데시 로토 등 다양한 사상가들에 의해 이론화되었다. 19세기 동안 아프리카계 미국인에 대한 모방의 인종 정치는 미메시스 용어와 그 진화에 영향을 미쳤다.

## 고전적 정의

### 플라톤
플라톤과 아리스토텔레스는 모두 미메시스에서 당시의 드라마에 반영된 인간 본성을 포함한 자연의 재현을 보았다. 플라톤은 이온과 국가 (II, III, X권) 모두에서 미메시스에 대해 썼다. 이온에서 그는 시가 신성한 광기, 즉 영감의 예술이라고 말한다. 시인은 주제에 대한 "기술"이나 "지식"(테크네)을 소유하는 대신 이러한 신성한 광기에 사로잡히기 때문에 진리(플라톤의 이데아론에서 특징지어진 대로)를 말하지 않는다. 플라톤에 따르면 진리는 철학자의 관심사이다. 당시의 문화는 책을 혼자 읽는 것이 아니라 연설가(시인)의 낭독이나 고전 배우의 비극 연극을 듣는 것이었기 때문에, 플라톤은 그의 비판에서 연극이 진리를 전달하는 데 충분하지 않다고 주장했다. 그는 배우나 연설가들이 진실을 말하는 대신 수사학으로 관객을 설득할 수 있다는 점을 우려했다.
국가 II권에서 플라톤은 소크라테스와 그의 제자들 간의 대화를 묘사한다. 소크라테스는 시를 진리를 얻을 수 있는 것으로 심각하게 여겨서는 안 되며, 시를 듣는 우리는 그 유혹에 주의해야 한다고 경고한다. 왜냐하면 시인은 우리가 생각하는 신의 개념에 자리가 없기 때문이다.:377
X권에서 이를 더욱 발전시키며 플라톤은 소크라테스의 세 침대에 대한 비유를 이야기했다. 하나의 침대는 신이 만든 이데아(플라톤의 플라톤주의적 이데아, 즉 형상)로 존재하고, 다른 하나는 목수가 신의 이데아를 모방하여 만들며, 또 다른 하나는 예술가가 목수의 것을 모방하여 만든다.:596–599
따라서 예술가의 침대는 진리에서 두 단계 멀어져 있다. 복제하는 사람들은 사물이 실제로 존재하는 방식의 작은 부분만을 건드릴 뿐이다. 침대는 비스듬히 보거나 직접 보거나 거울에 비칠 때 다르게 보일 수 있다. 따라서 화가나 시인은 목수나 다른 물건을 만드는 사람을 그리거나 묘사하더라도 목수(장인)의 기술을 알지 못하며, 더 나은 화가나 시인일수록 그들의 예술 작품은 침대를 만드는 목수의 현실과 더 충실하게 닮을지라도 모방자들은 여전히 진리(신의 창조물)에 도달하지 못할 것이다.
호메로스로 시작하는 시인들은 인류를 개선하고 교육하는 것과는 거리가 멀고, 장인의 지식을 소유하지 못하며, 덕의 이미지를 반복해서 복제하고 읊는 단순한 모방자에 불과하며, 뛰어난 철학자들이 하는 것처럼 진리에 도달하지 못한다.

### 아리스토텔레스
플라톤의 미메시스에 대한 저작과 유사하게, 아리스토텔레스도 미메시스를 자연의 완성 및 모방으로 정의했다. 예술은 단순히 모방이 아니라 완벽하고 시대를 초월하며 존재를 생성과 대비시키는 데 수학적 아이디어와 대칭을 사용하는 것이다. 자연은 변화, 쇠퇴, 순환으로 가득 차 있지만, 예술은 또한 영원한 것과 자연 현상의 제1원인을 찾을 수 있다. 아리스토텔레스는 자연의 사원인 개념에 대해 썼다. 첫째, 형상인은 청사진 또는 불멸의 이데아와 같다. 둘째 원인은 질료인 또는 어떤 사물이 만들어지는 재료이다. 셋째 원인은 작용인으로, 사물이 만들어지는 과정과 행위자이다. 넷째, 목적원인은 선 또는 사물의 목적과 끝을 의미하며, 이를 텔로스라고 한다.
아리스토텔레스의 시학은 종종 시에 대한 플라톤적 개념의 대응물로 언급된다. 시학은 미메시스 주제에 대한 그의 논문이다. 아리스토텔레스는 문학 자체에 반대하지 않았다. 그는 인간은 모방적 존재이며, 현실을 반영하고 나타내는 텍스트(예술)를 만들고자 하는 충동을 느낀다고 말했다.
아리스토텔레스는 예술 작품과 삶 사이에 일정한 거리가 있는 것이 중요하다고 생각했다. 우리는 비극이 우리에게 일어나지 않기 때문에 비극에서 지식과 위안을 얻는다. 이러한 거리가 없으면 비극은 카타르시스를 불러일으킬 수 없다. 그러나 텍스트가 관객으로 하여금 텍스트 속의 인물과 사건에 동화되도록 하는 것도 똑같이 중요하다. 그리고 이러한 동화가 일어나지 않으면 관객으로서 우리에게 감동을 주지 못한다. 아리스토텔레스는 "모방된 재현", 즉 미메시스를 통해 우리가 무대 위에서 연기하는 것에 반응하며, 이는 인물들이 느끼는 것을 우리에게 전달하여 우리가 드라마틱한 역할극의 모방적 형태를 통해 그들과 공감할 수 있게 한다고 주장한다. 무대에서 일어나는 일을 통해 이러한 공감을 이루는 비극적 연극을 연출하는 것이 극작가의 임무이다.
요컨대, 카타르시스는 우리가 인식할 수 있으면서도 거리가 있는 것을 볼 때에만 달성될 수 있다. 아리스토텔레스는 문학이 역사보다 학습 수단으로서 더 흥미롭다고 주장했는데, 역사는 일어난 특정한 사실들을 다루는 반면, 문학은 때로는 역사에 기반을 두지만 일어날 수 있었거나 일어나야만 했던 사건들을 다루기 때문이다.
아리스토텔레스는 드라마를 "행동의 모방"으로, 비극을 "더 높은 계급에서 더 낮은 계급으로 추락하는 것"으로 생각했으며, 따라서 이전보다 더 비극적인 상황에서 덜 이상적인 상황으로 옮겨지는 것으로 보았다. 그는 비극의 등장인물들은 보통 사람보다 더 낫고, 코미디의 등장인물들은 더 나쁘다고 가정했다.
아리스토텔레스의 번역가이자 주석가인 마이클 데이비스는 다음과 같이 썼다.
| “ | 처음 보기에 미메시스는 현실을 양식화하는 것처럼 보인다. 즉, 우리 세계의 평범한 특징들이 특정 과장법을 통해 초점이 맞춰지며, 모방과 그 모방 대상의 관계는 춤과 걷기의 관계와 유사하다. 모방은 항상 경험의 연속체에서 무언가를 선택하여 실제로 시작과 끝이 없는 것에 경계를 부여한다. 미메시스는 현실을 틀에 담는 것을 포함하며, 그 틀 안에 담긴 것이 단순히 현실이 아님을 알린다. 따라서 모방이 "현실적"일수록 더욱 사기가 된다. | ” |

### 디제시스와의 대비
미메시스를 디제시스 (그리스어: διήγησις)와 대비시킨 것은 플라톤과 아리스토텔레스였다. 미메시스는 직접적으로 표현된 연기된 행동을 통해 보여주지, 말하지 않는다. 그러나 디제시스는 화자가 이야기를 들려주는 것이다. 작가는 행동을 간접적으로 서술하고 등장인물의 마음과 감정을 묘사한다. 화자는 특정 인물로 말하거나 "보이지 않는 화자" 또는 심지어 행동이나 인물에 대해 논평하는 "전지적 화자"일 수도 있다.
국가 III권 (기원전 373년경)에서 플라톤은 시의 양식(이 용어는 코미디, 비극, 서사시 및 서정시를 포함한다)을 검토한다. 그는 모든 유형이 사건을 이야기하지만 다른 수단을 통해 이야기한다고 주장한다. 그는 서술 또는 보고(디제시스)와 모방 또는 재현(미메시스)을 구별한다. 비극과 코미디는 전적으로 모방적인 유형이며, 디티람보스는 전적으로 서술적이며, 서사시에서 이들의 조합이 발견된다고 설명한다. 보고하거나 서술할 때 "시인은 자신의 인물로 말하며, 자신이 다른 사람이라고 생각하게 하지 않는다." 모방할 때 시인은 "목소리나 몸짓을 사용하여 자신을 다른 사람에게 동화시킨다." 극적인 텍스트에서는 시인이 직접 말하지 않으며, 서술적인 텍스트에서는 시인이 자신으로 말한다.
아리스토텔레스는 그의 시학에서 시의 종류(아리스토텔레스에게는 드라마, 플루트 음악, 리라 음악을 포함한다)는 세 가지 방식으로 구별될 수 있다고 주장한다. 즉, 매체에 따라, 대상에 따라, 그리고 방식 또는 태도에 따라(섹션 I); "매체가 같고 대상이 같더라도 시인은 서술을 통해 모방할 수 있다. 이 경우 그는 호메로스처럼 다른 인물을 취할 수도 있고, 자신의 인물로 변하지 않고 말할 수도 있다. 또는 그는 모든 인물을 우리 앞에 살아 움직이는 것처럼 제시할 수도 있다."
플라톤과 아리스토텔레스는 미메시스를 매우 다른 방식으로 이해하지만, 디제시스와의 관계는 그들의 공식화에서 동일하다.
놀이학에서 미메시스는 때때로 재현된 세계의 자기 일관성과 게임 플레이 요소에 대한 게임 내 합리화의 가능성을 지칭하는 데 사용된다. 이 맥락에서 미메시스는 연관된 등급을 가지는데, 퍼즐과 게임 메커니즘에 대한 설명을 제공하는 고도로 자기 일관적인 세계는 더 높은 정도의 미메시스를 보여준다고 한다. 이러한 용법은 에세이 "미메시스에 대한 범죄(Crimes Against Mimesis)"로 거슬러 올라간다.

### 디오니시오스의 모방론
디오니시오스의 모방론은 기원전 1세기의 그리스 작가인 디오니시오스에 의해 정립된 영향력 있는 문학적 모방 방법으로, 그는 이를 수사학의 기법으로 보았다. 즉, 초기 작가의 원본 텍스트를 모방하고, 각색하고, 다시 작업하고, 풍부하게 하는 것이다.
디오니시오스의 개념은 기원전 4세기의 아리스토텔레스가 정립한 미메시스 개념과는 상당한 차이를 보였다. 아리스토텔레스의 개념은 "다른 작가들의 모방"이 아닌 "자연의 모방"에만 관심을 가졌다. 라틴어 웅변가와 수사학자들은 디오니시오스의 문학적 모방론을 채택하고 아리스토텔레스의 미메시스를 버렸다.

## 현대적 용법

### 새뮤얼 테일러 콜리지
새뮤얼 테일러 콜리지의 상상력 이론에서 모방이라는 개념은 매우 중요했다. 콜리지는 모방과 시에 대한 자신의 생각을 플라톤, 아리스토텔레스, 필립 시드니에게서 시작하여 다른 작가가 아닌 자연의 모방이라는 개념을 채택했다. 그가 이전 사상가들과 다른 점은 예술이 자연과의 동일성을 달성하는 능력을 통해 본질의 통일성을 드러내지 않는다고 주장하는 것이다. 콜리지는 다음과 같이 주장한다.
[시의] 구성은 모방 예술에 속하며, 모방은 복사와 달리 근본적으로 다른 것 전체에 동일한 것을 융합하거나, 근본적으로 동일한 바탕 전체에 다른 것을 융합하는 데 있다.

여기서 콜리지는 모방을 복사와 대조하는데, 복사는 윌리엄 워즈워스의 시가 실제 언어를 포착하여 자연을 복제해야 한다는 개념을 의미한다. 콜리지는 대신 본질의 통일성이 정확히 다른 물질성과 매체를 통해 드러난다고 주장한다. 따라서 모방은 자연에서 과정의 동일성을 드러낸다.

### 에리히 아우어바흐
미메시스(문학에서 사실주의의 한 형태로 이해됨)에 대한 가장 잘 알려진 현대 연구 중 하나는 에리히 아우어바흐의 Mimesis: The Representation of Reality in Western Literature (1953)로, 호메로스의 오디세이아에서 세계가 재현되는 방식과 성경에서 나타나는 방식을 비교하는 것으로 시작된다. 이 두 가지 주요 텍스트에서 아우어바흐는 자신의 연구를 시작할 당시 쓰이고 있던 모더니즘 소설을 포함하여 서구 문학 전체의 역사를 아우르는 통일된 재현 이론의 기초를 구축한다.

### 발터 벤야민
발터 벤야민은 그의 에세이 "모방 능력에 관하여"(1933)에서 미메시스와 공감 마법 사이의 연관성을 설명하며, 인간의 탄생이 계절적으로 뜨는 별자리 출현과의 상응 관계가 새로운 생명이 별과 관련된 신화의 측면을 취할 것이라고 예고한다고 가정하는 점성술의 가능한 기원을 상상한다.

### 뤼스 이리가레
벨기에 페미니스트 뤼스 이리가레는 여성들이 자신에 대한 고정관념을 불완전하게 모방하여 그러한 고정관념을 드러내고 약화시키는 저항의 한 형태를 설명하기 위해 이 용어를 사용했다.

### 마이클 타우시그
인류학자 마이클 타우시그는 '미메시스와 타자성(Mimesis and Alterity)'(1993)에서 한 문화의 사람들이 다른 문화의 본질과 문화를 받아들이면서(미메시스 과정) 동시에 그것과 거리를 두는 방식(타자성 과정)을 탐구한다. 그는 전설적인 부족인 "백인 인디언(파나마와 콜롬비아의 구나족)"이 과거에 만난 백인들을 연상시키는 인물과 이미지를 다양한 방식으로 받아들였지만(이를 인정하지 않으면서) 그 과정을 묘사한다.
그러나 타우시그는 인류학이 구나족 문화를 백인들의 이국적인 기술에 너무 감명받아 그들을 신의 지위로 격상시켰다고 환원시키는 것을 비판한다. 타우시그에게 이러한 환원주의는 의심스러우며, 그는 '미메시스와 타자성'에서 양측의 입장에서 이를 주장하여 인류학자적 관점의 가치를 인정하면서 동시에 인류학적 환원주의의 관점으로부터 살아있는 문화의 독립성을 옹호한다.

### 르네 지라르
세상이 시작된 이래 숨겨진 것들(1978)에서 르네 지라르는 인간 행동이 미메시스에 기반을 두고 있으며, 모방이 무의미한 갈등을 야기할 수 있다고 주장한다. 지라르는 경쟁의 생산적 잠재력을 언급한다. "사회적으로는 물론 개별적으로도 항상 용인될 수 있는 한계 내에서 경쟁을 촉진하는 전례 없는 능력 덕분에 우리는 현대 세계의 놀라운 성과를 모두 얻을 수 있었습니다." 그러나 그는 경쟁이 그 자체로 목적이 되면 진보를 저해한다고 말한다. "경쟁자들은 경쟁의 원인이 되는 대상을 잊고 서로에게 더 매료되는 경향이 있습니다."

### 로베르토 칼라소
이름 없는 현재에서 칼라소는 미메시스("모방"이라고 요제프 괴벨스가 부른)가 — 보편적인 인간 능력임에도 불구하고 — 제3제국에 의해 "유대인"에게 귀속될 수 있는 일종의 원죄로 해석되었던 방식을 설명한다. 따라서 인간이 "단지 자기 자신이 되는" 대신 서로를 모방하는 경향에 대한 반대와, "의지"로 표현된 체계적인 대량 학살을 통해 영원히 정적인 포식 패턴으로 회귀하고자 하는 환상적인 욕구가 나치 엘리트들 사이에서 홀로코스트를 저지르는 형이상학적 논증(선전 목적으로 기회주의적으로 전개된 상황적, 일시적 논증의 기반이 되는)이 되었다. 즉, 히틀러의 측근들이 이 문제나 목적에 대해 인쇄물로 명시적으로 논의한 적이 있다면, 이것이 정당화(요제프 괴벨스가 출판한 전시 서적의 "모방"이라는 에세이에 나타남)였다. 이 텍스트는 미메시스의 본질이 타고난 인간 특성이라는 점을 급진적으로 이해하지 못하거나 이에 대한 격렬한 혐오감이 전체주의적 또는 파시스트적 성격의 진단적 증상이 되는 경향이 있으며, 실제로 전체주의적 또는 파시스트적 운동을 촉발시킨 근원적인 무언의 은밀한 충동은 아니라고 시사한다.
여기서 칼라소의 주장은 아도르노와 호르크하이머의 계몽의 변증법(1944)의 주요 주제 중 하나를 반영하고, 압축하며, 새로운 증거를 제시하여 강화한다. 이는 게슈타포를 피해 도망치던 중 사망한 발터 벤야민의 초기 작업과 대화하는 것이었다. 칼라소는 텍스트 전체에서 이러한 계보를 암시하고 참조한다. 이 작품은 홀로코스트가 여전히 진행 중이던 시기에 쓰여진 것으로, 그들의 초기 시도를 명확하게 설명하는 것으로 읽을 수 있다.
칼라소의 이전 저서인 이름 없는 현재 직전에 쓰여진 하늘의 사냥꾼은 인간의 미메시스 능력의 가능한 기원과 초기 선사 시대 문화적 진화를 묘사하는 정보가 풍부하고 학술적인 사변적 우주론이다. 특히 이 책의 첫 번째와 다섯 번째 장("위대한 까마귀의 시대에"와 "현자와 포식자")은 미메시스의 영역과 그 초기 기원에 초점을 맞추고 있지만, 이 모티프에 대한 통찰은 책의 다른 모든 장에도 스며들어 있다.

### 니데시 로토
'호모 미메티쿠스'(2022)에서 스위스 철학자이자 비평가인 니데시 로토는 모방적 주체성에 대한 관계론적 이론을 발전시키며, 욕망뿐만 아니라 모든 감정이 좋든 나쁘든 모방적이라고 주장한다. 로토는 디지털 시대에 하이퍼모방적 감정의 확산을 설명하기 위해 "모방 연구"라는 초학제적 분야를 개척한다.